# Коцудза-Гурна
Коцудза-Гурна (пол. Kocudza Górna) — село в Польщі, у гміні Дзволя Янівського повіту Люблінського воєводства.
Населення — 157 осіб (2011).
У 1975-1998 роках село належало до Тарнобжезького воєводства.

## Демографія
Демографічна структура станом на 31 березня 2011 року:
|          | Загалом | Допрацездатний вік | Працездатний вік | Постпрацездатний вік |
| -------- | ------- | ------------------ | ---------------- | -------------------- |
| Чоловіки | 72      | 17                 | 46               | 9                    |
| Жінки    | 85      | 16                 | 47               | 22                   |
| Разом    | 157     | 33                 | 93               | 31                   |